# GRPオールスター・ビッグ・バンド
GRPオールスター・ビッグ・バンド（GRP All-Star Big Band）は、1980年代後半にGRPレコードの創設者であるデイヴ・グルーシンとラリー・ローゼンによって結成されたコンテンポラリー・ビッグバンド。バンドは1950年代と1960年代の人気ジャズ・ナンバーを新しく編曲して演奏した。

## 概要
1992年にGRPレコードのレーベル創設10周年記念事業の一つとして結成されたもので、レーベル初の本格的ジャズ・オーケストラとして、当時の所属ミュージシャン及びその関連ミュージシャンにより、スタンダード・ナンバーを収録した記念アルバム『GRPオールスター・ビッグ・バンド・プレイズ・ジャズ・スタンダーズ』が発表された。当初はビッグバンドとしては記念アルバムだけの予定であったが、アルバムが好評を博したことから翌1993年、東京の昭和女子大学人見記念講堂でのライブを皮切りに世界ツアーを行い、同年1月31日に東京・五反田のゆうぽうとで収録されたライブを収めたアルバム『ライヴ・イン・ジャパン!』も発売された。1994年には、ブルースを集めたアルバム『オール・ブルース』を録音。
『GRPオールスター・ビッグ・バンド・プレイズ・ジャズ・スタンダーズ』と『ライヴ・イン・ジャパン!』はグラミー賞にノミネートされ、アルバム『オール・ブルース』は1995年のグラミー賞の「最優秀ラージ・ジャズ・アンサンブル・パフォーマンス」を受賞した。

## メンバー
- ランディ・ブレッカー (Randy Brecker) - トランペット
- チャック・フィンドレー (Chuck Findley) - トランペット
- サル・マーケス (Sal Marquez) - トランペット
- アルトゥーロ・サンドヴァル (Arturo Sandoval) - トランペット
- バイロン・ストリップリング（英語版） (Byron Stripling) - トランペット
- ジョージ・ボハノン（英語版） (George Bohanon) - トロンボーン
- ティミー・カペロ (Timmy Capello) - サックス
- エリック・マリエンサル (Eric Marienthal) - ファースト・アルトサックス
- ネルソン・ランジェル (Nelson Rangell) - セカンド・アルトサックス
- ボブ・ミンツァー (Bob Mintzer) - ファースト・テナーサックス
- アーニー・ワッツ (Ernie Watts) - セカンド・テナーサックス
- トム・スコット (Tom Scott) - バリトンサックス
- デイヴ・ヴァレンティン (Dave Valentin) - フルート
- フィリップ・ベント (Phillip Bent) - フルート
- エディ・ダニエルズ (Eddie Daniels) - クラリネット
- デイヴィッド・ベノワ (David Benoit) - ピアノ
- チック・コリア (Chick Corea) - ピアノ
- ラッセル・フェランテ (Russell Ferrante) - ピアノ
- デイヴ・グルーシン (Dave Grusin) - ピアノ
- ケニー・カークランド (Kenny Kirkland) - ピアノ
- ゲイリー・バートン (Gary Burton) - ヴィブラフォン
- リー・リトナー (Lee Ritenour) - ギター
- ジョン・パティトゥッチ (John Patitucci) - ベース
- デイヴ・ウェックル (Dave Weckl) - ドラム
- アレックス・アクーニャ (Alex Acuña) - パーカッション

ゲスト・ミュージシャン (『オール・ブルース』)
- チック・コリア (Chick Corea) - ピアノ
- ラムゼイ・ルイス (Ramsey Lewis) - ピアノ
- B.B.キング (B. B. King) - ギター、ボーカル
- マイケル・ブレッカー (Michael Brecker) - サックス

## ディスコグラフィ

### アルバム
- 『デイブ・グルーシン & GRPオール・スターズ - ライブ・イン・ジャパン』 - Dave Grusin & The GRP All-Stars – Live In Japan (1980年、Arista)
- 『GRPオールスター・ビッグ・バンド・プレイズ・ジャズ・スタンダーズ』 - GRP All-Star Big Band (1992年、GRP)
- 『ライヴ・イン・ジャパン!』 - Dave Grusin Presents GRP All-Star Big Band Live! (1993年、GRP)
- 『オール・ブルース』 - All Blues (1995年、GRP)